# 孙良夫
孙良夫（？—？），即孙桓子，姬姓、孙氏，中国春秋时期卫国的卿。卫武公儿子惠孙的后裔，辅佐卫成公、卫穆公、卫定公。
前602年，孙良夫与鲁国会盟。前589年，孙良夫与宁相、石稷、向禽攻打齐国，失败。孙良夫求救于晋国，使郤克出兵伐齐。遂有齐晋鞍之战。前588年，孙良夫与鲁国聘问，当时晋国的荀庚也来聘问。孙良夫使卫国的上卿，荀庚是晋国第三卿（上军将）。鲁成公问先和谁会盟，臧宣叔（臧孙许）说，次国的上卿相当于大国的中卿，小国的上卿相当于大国的下卿，晋国还是盟主，先和晋国会盟。前585年，孙良夫联合晋国、郑国伐宋国。